# 立命館大学大学院映像研究科・映像学部

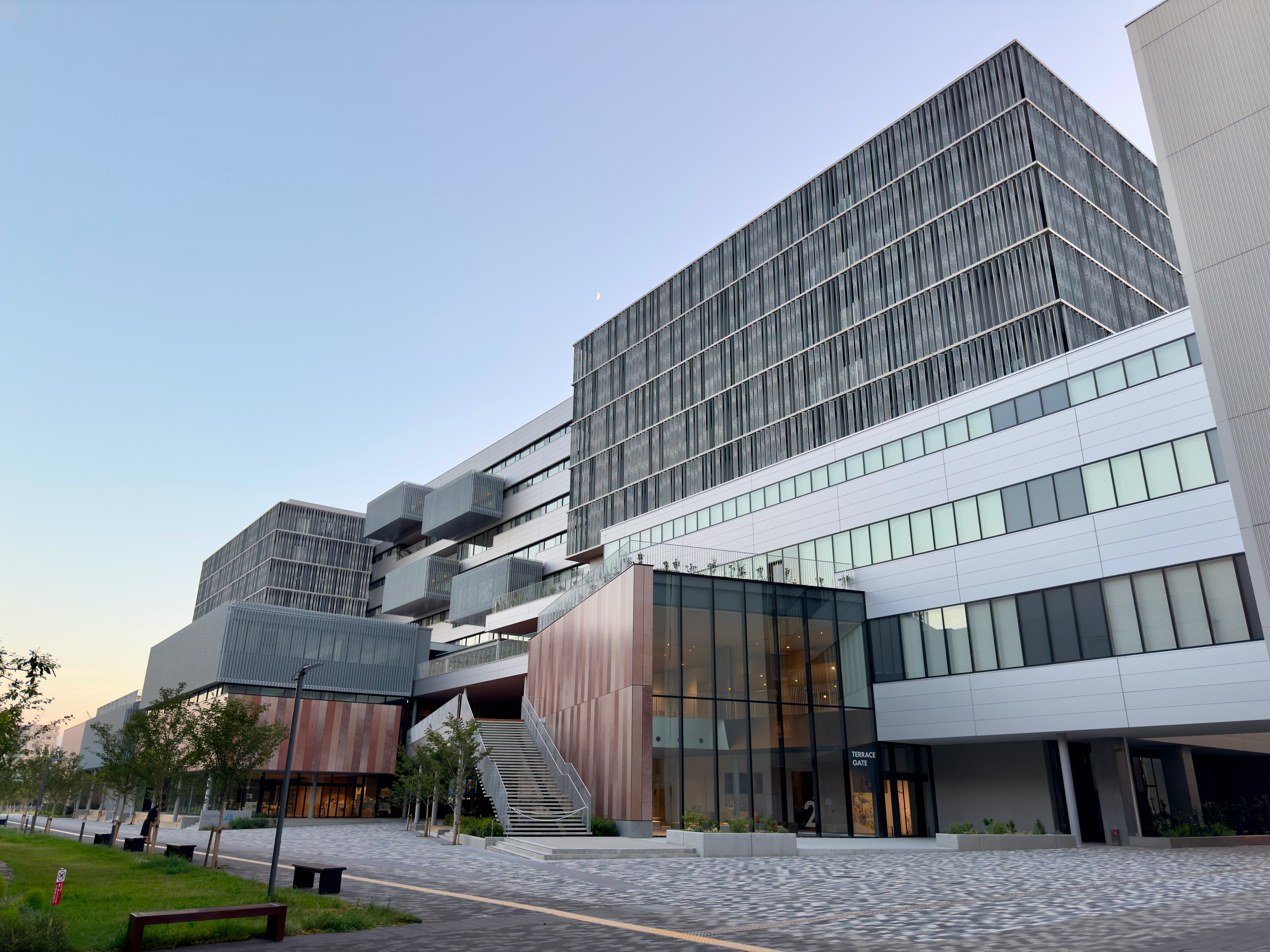
大阪いばらきキャンパスH棟

立命館大学映像学部（りつめいかんだいがくえいぞうがくぶ、英称:College of Image arts and Sciences）は、立命館大学に設置される学部の一つである。また、立命館大学大学院映像研究科（りつめいかんだいがくだいがくいん えいぞうけんきゅうか）は、立命館大学大学院に設置される研究科の一つである。

## 概要
立命館大学映像学部は、「映画芸術」、「ゲーム・エンターテインメント」、「クリエイティブテクノロジー」、「映像マネジメント」、「社会映像」といった5つの学びのゾーンを軸に、多様な映像分野を開拓し、映像を通じて社会に貢献していく人材を育成する為に誕生した。
映画芸術では、主に、映画の表現技法、シナリオの創作、演出や仕上げおよび関連領域の知識と技能を学習する。さらに実写映画、CG アニメーションなどの制作及び映画の理論、歴史を学ぶ。
ゲーム・エンターテインメントでは、従来型のエンターテインメント作品から、芸術的な実験型作品まで、遊戯の理論と歴史、難易度設計、世界観設計、シナリオ、グラフィックデザイン、プログラミング、ソーシャルメディアの構築を学習する。
クリエイティブ・テクノロジーでは、主に映像メディアに関わる新しい技術およびその創造性を探求し、それに関連する知識と技能を学習する。
映像マネジメントでは、主に映像を用いた産業領域におけるビジネスモデルのデザインや運営方法および関連分野である映像メディア産業（コンテンツ産業、クリエイティブ産業、情報メディア産業）のマネジメントおよびマーケティング、社会的貢献について学習する。
社会映像では、ネット文化に関する知識、フィールドワークを通じてドキュメンタリー映像などの制作や映像アーカイブの実践に関する技能と知識、ドキュメンタリーや映像社会学、映像人類学、メディア社会学、デジタルアーカイブなどを学習する。

## 沿革
- 2007年（平成19年）、映像学部を設置。
- 2011年（平成23年）、映像研究科を設置。
- 2024年4月、大阪いばらきキャンパスへ移転。

## 映像学部
- 映像学科

## 大学院映像研究科
- 映像専攻

## 出身者
- 大空直美（声優）
- 佐藤周（映画監督）
- 四方香菜（女優）
- 篠田知典（映画監督）
- 谷口恒平（映画監督）
- 中村紀彦（映像研究者）
- 伊達朱里紗（雀士、声優）（中退）